# Alejandro Velasco (Metro de Lima y Callao)
Alejandro Velasco es el nombre asignado a la futura estación de la línea 3 del Metro de Lima y Callao en Perú. Será construida de manera subterránea en el distrito de Santiago de Surco, en el trayecto de la avenida Alejandro Velasco Astete.